# 桑布尔河畔努瓦耶勒
桑布尔河畔努瓦耶勒（法語：Noyelles-sur-Sambre，法語發音：[nwajɛl syʁ sɑ̃bʁ]）是法国上法兰西大区北部省的一个市镇，位于该省东部，属于埃尔普河畔阿韦讷区。

## 地理
桑布尔河畔努瓦耶勒（50°9'26"N, 3°47'51"E）面积6.49 平方千米，位于法国上法蘭西大區北部省，该省份为法国最北部的省份及最长的省份，西北濒北海，西接加来海峡省，南至埃纳省和索姆省，东与比利时接壤。
与桑布尔河畔努瓦耶勒接壤的市镇（或旧市镇、城区）包括：萨斯尼、蒂耶拉什地区泰尼耶尔、埃尔普河畔栋皮埃尔、勒瓦勒、洛基尼奥勒、马鲁瓦勒。

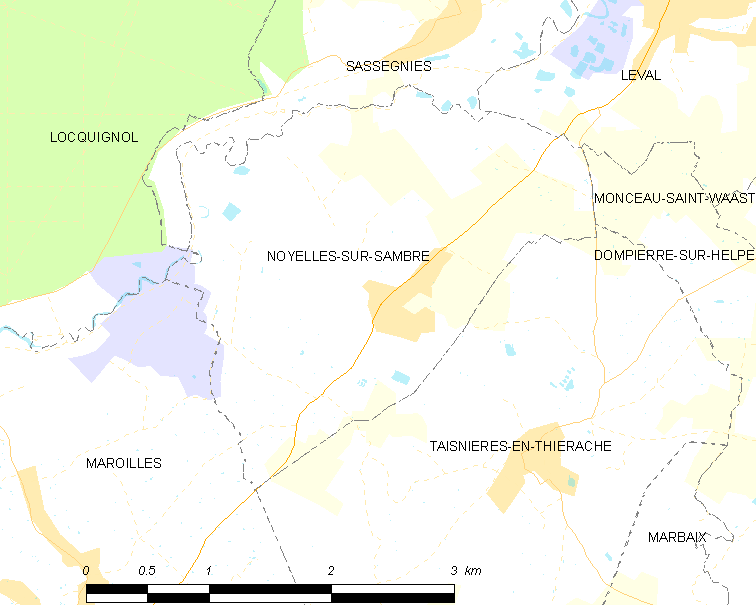
桑布尔河畔努瓦耶勒的OSM定位图

桑布尔河畔努瓦耶勒的时区为UTC+01:00、UTC+02:00（夏令时）。

## 行政
桑布尔河畔努瓦耶勒的邮政编码为59550，INSEE市镇编码为59439。

## 政治
桑布尔河畔努瓦耶勒所属的省级选区为欧努瓦-艾姆里县。

## 人口

1962-2008年间桑布尔河畔努瓦耶勒人口变化图示

桑布尔河畔努瓦耶勒于2022年1月1日时的人口数量为282人。